# Mezmerize
Mezmerize je četvrti studijski album američko-armenskog metal sastava System of a Down, objavljen 17. svibnja 2005. godine. 
Sastav je odlučio podijeliti pjesme na dva albuma kao kod albuma Toxicity i Steal This Album!. Kao i sve druge njihove albume, i ovaj je producirao Rick Rubin.
Drugi dio pjesama izdan je 18. studenog 2005. godine na albumu Hypnotize. Nalazio s na top listama u 12 zemalja, uključujući i Billboard 200. Prodan je u više od 6 milijuna primjeraka diljem svijeta, te je nagrađen platinastom nakladom, a za singl "B.Y.O.B." su 2006. osvojili Grammy u kategoriji za najbolju hard rock izvedbu.

## Pjesme
"Soldier Side - Intro" je uvod istoimene pjesme na njihovom idućem albumu Hypnotize. Pjesma
"B.Y.O.B." (Bring Your Own Bombs) govori o privilegiranim političarima koji započinju ratove, te očekuju da se u njima bore siromašni, 
"Revenga" je o osveti, a "Cigaro" o korumpiranim svjetskim vođama. Pjesma "This Cocaine Makes Me Feel Like I'm on This Song" je o 
ovisnosti o kokainu, "Violent Pornography" govori o degradaciji ljudskih umova putem telekomunikacije, te je protiv televizije, 
velikih korporacija i komercijalizma. U pjesmi "Question!" pita se kako izgleda život nakon smrti, "Sad Statue" govori kako 
se vlada i ljudi općenito oglušuju na patnje nemoćnih, dok je pjesmu "Old School Hollywood" napisao gitarist Daron Malakian, inače
veliki ljubitelj bejzbola, o tome kako je nastupao na bejzbolskoj utakmici poznatih.

## Popis pjesama
| 1.    | »Soldier Side - Intro«                             | Daron Malakian         | Malakian | 1:03 |
| 2.    | »B.Y.O.B.«                                         | Serj Tankian, Malakian | Malakian | 4:15 |
| 3.    | »Revenga«                                          | Malakian, Tankian      | Malakian | 3:48 |
| 4.    | »Cigaro«                                           | Malakian, Tankian      | Malakian | 2:11 |
| 5.    | »Radio/Video«                                      | Malakian, Tankian      | Malakian | 4:09 |
| 6.    | »This Cocaine Makes Me Feel Like I'm on This Song« | Tankian, Malakian      | Malakian | 2:08 |
| 7.    | »Violent Pornography«                              | Malakian, Tankian      | Malakian | 3:31 |
| 8.    | »Question!«                                        | Tankian                | Tankian  | 3:20 |
| 9.    | »Sad Statue«                                       | Tankian, Malakian      | Malakian | 3:25 |
| 10.   | »Old School Hollywood«                             | Malakian, Tankian      | Malakian | 2:56 |
| 11.   | »Lost in Hollywood«                                | Malakian, Tankian      | Malakian | 5:20 |
| 36:15 |                                                    |                        |          |      |

## Top liste

### Album
| Godina | Top lista     | Pozicija |
| ------ | ------------- | -------- |
| 2005.  | Billboard 200 | 1.       |
| 2005.  | UK            | 2.       |
| 2005.  | Australija    | 1.       |
| 2005.  | Kanada        | 1.       |
| 2005.  | Novi Zeland   | 1.       |

### Singlovi
| Godina | Singl       | Top lista              | Pozicija |
| ------ | ----------- | ---------------------- | -------- |
| 2005.  | "B.Y.O.B."  | The Billboard Hot 100  | 27.      |
| 2005.  | "B.Y.O.B."  | Modern Rock Tracks     | 4.       |
| 2005.  | "B.Y.O.B."  | Mainstream Rock Tracks | 4.       |
| 2005.  | "Question!" | Modern Rock Tracks     | 9.       |
| 2005.  | "Question!" | Mainstream Rock Tracks | 7.       |

## Produkcija
- System of a Down

- Daron Malakian — vokal, gitara, Bas gitara
- Serj Tankian — vokal, klavijature
- Shavo Odadjian — bas-gitara
- John Dolmayan — bubnjevi

- Producenti - Rick Rubin i Daron Malakian